# 야코브 고토바츠

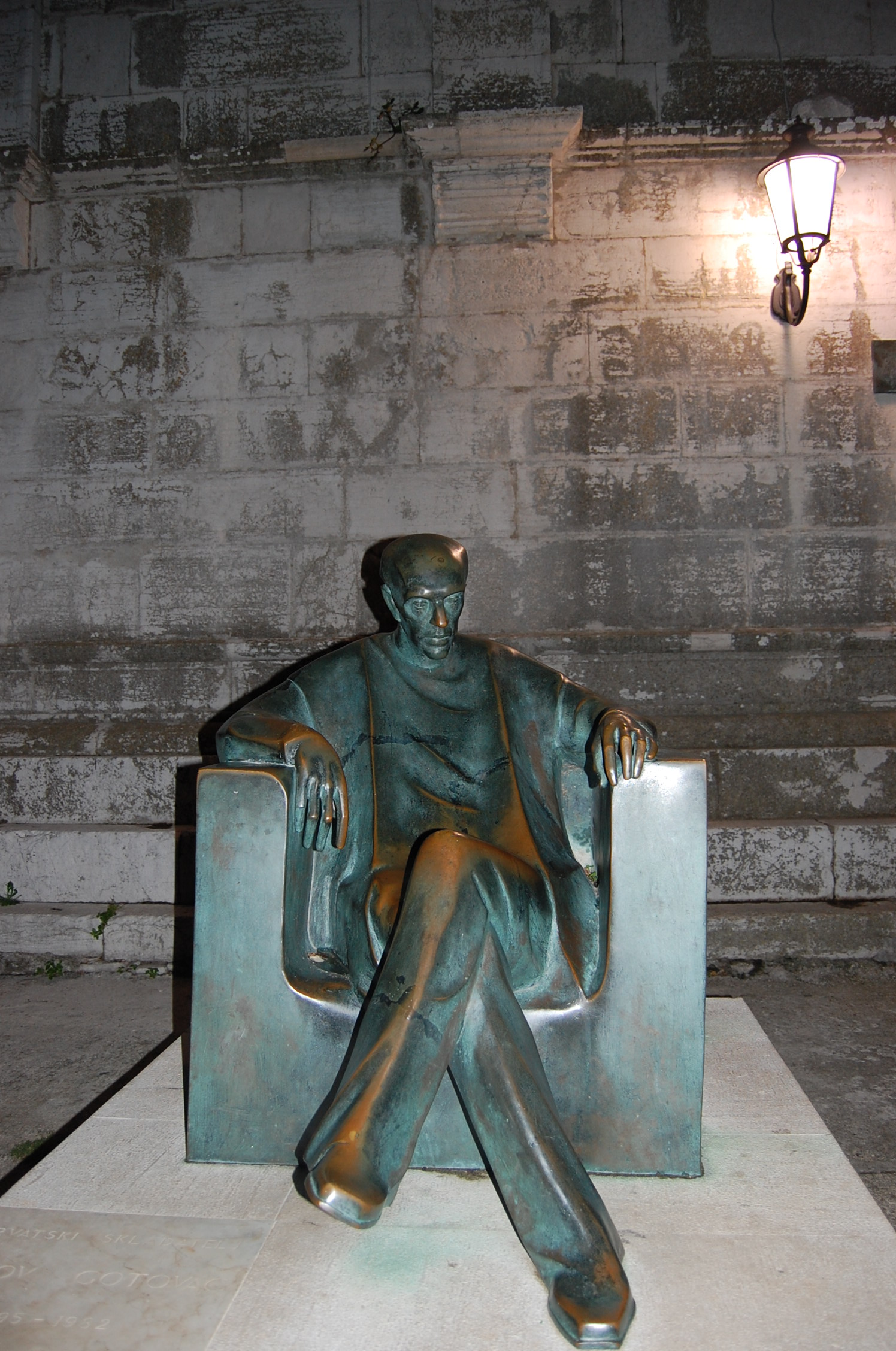
야코브 고토바츠의 기념 동상

야코브 고토바츠(Jakov Gotovac, 1895년 10월 11일~1982년 10월 16일)은 크로아티아의 작곡가 겸 지휘자이다. 크로아티아의 작곡가의 원로격으로 빈에서 교육을 받았고 1923년 이래 자그레브의 크로아티아 국립가극장에서 지휘하면서 다수의 작품을 작곡하였다. 독일에서도 상연된 일이 있는 오페라 <악한 에로>(1935)와 거장적인 관현악 효과를 지닌 민족주의 음악 <교향적 콜로 춤곡>(1927)으로 유명하다.